# Saint-Modeste
Saint-Modeste es un municipio canadiense situado en la provincia de Quebec.

## Superficie
Saint-Modeste tiene una superficie de 109,72 km².

## Demografía
En 2021, tenía 1180 habitantes, una densidad poblacional de 10,8 hab./km², y 480 viviendas.